# Glatte Baumschlinge

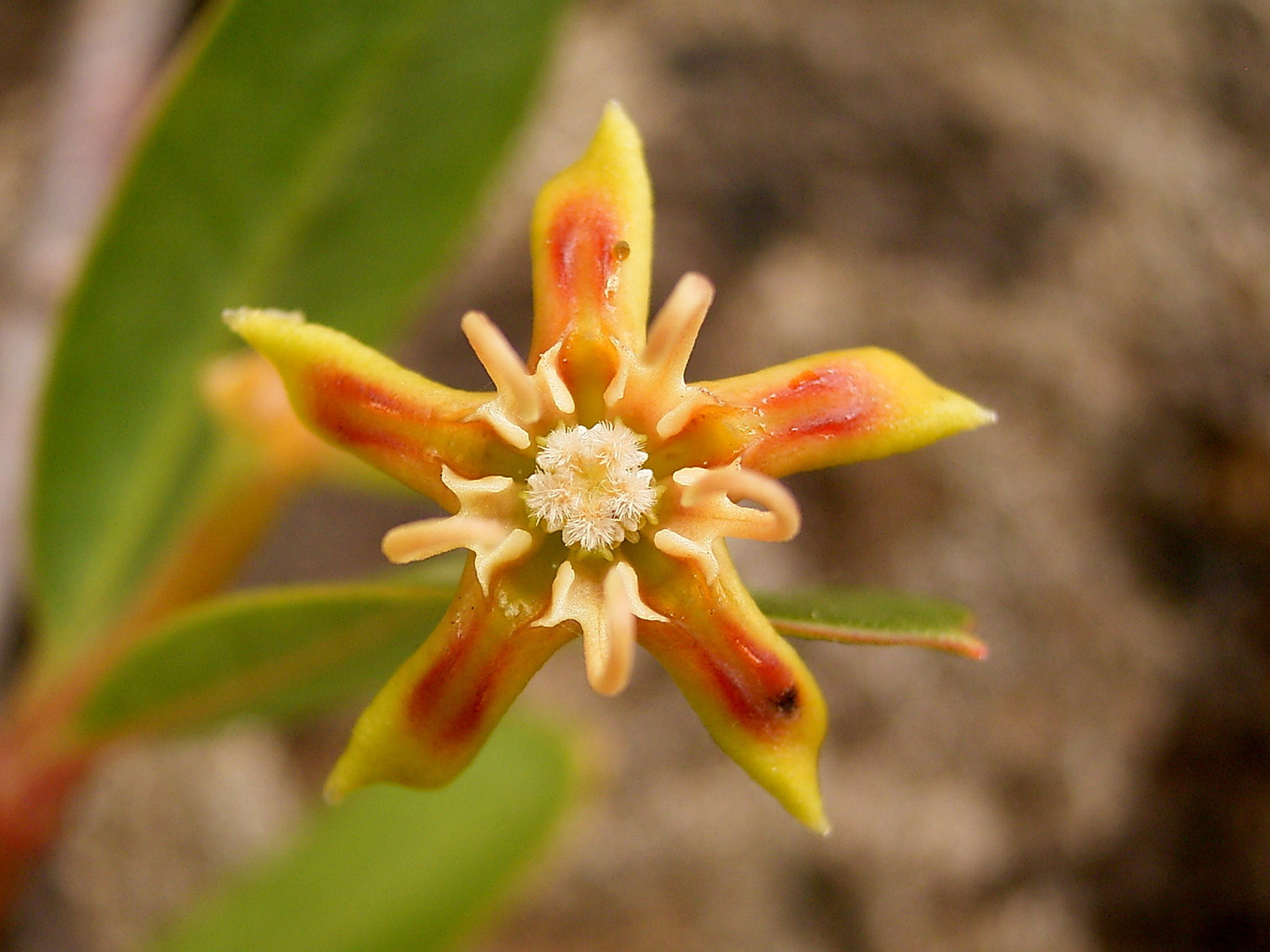
Blüte

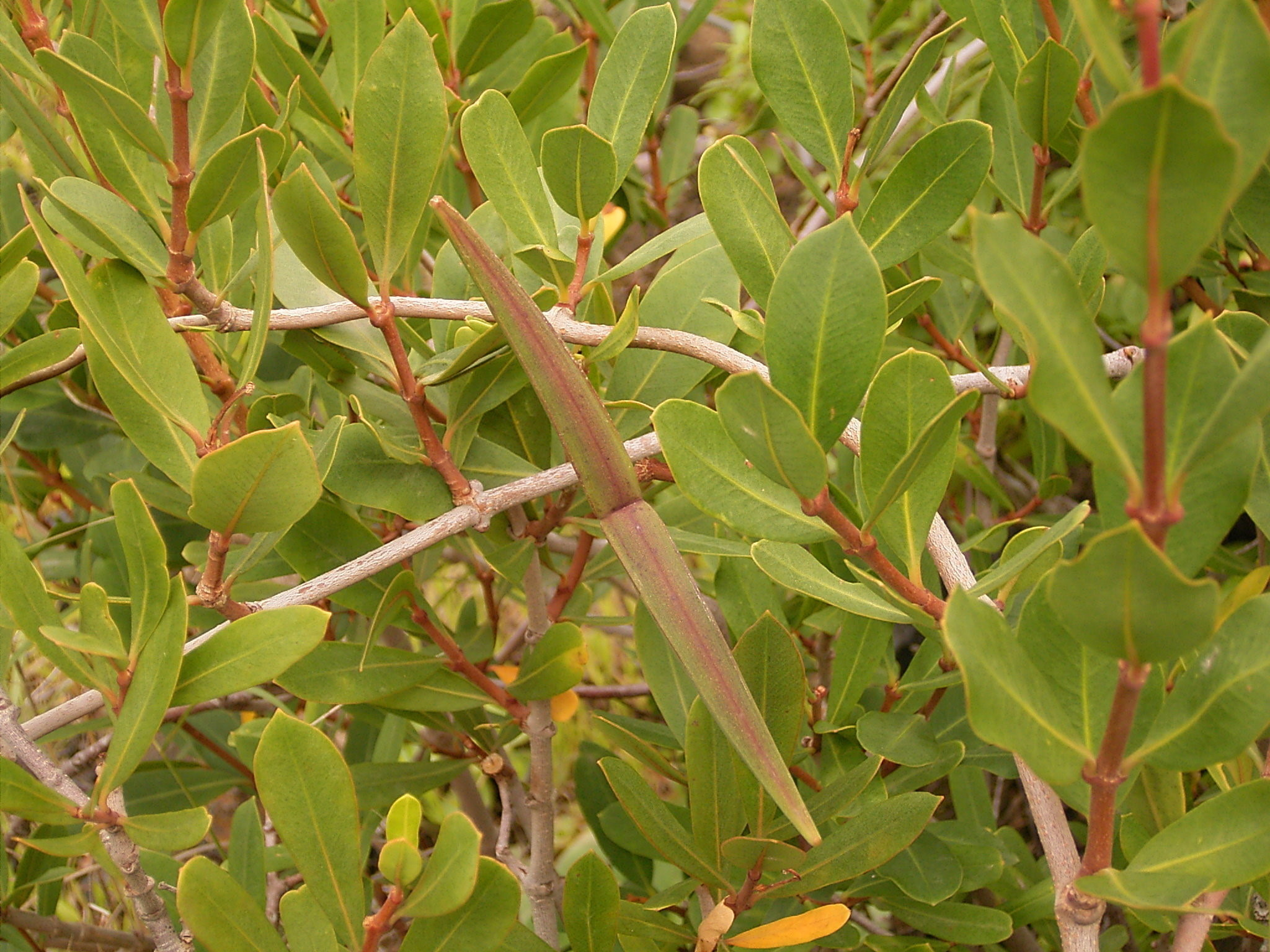
Balgfrüchte

Die Glatte Baumschlinge (Periploca laevigata) (spanischer Trivialname Cornicabra oder Cornical) ist eine Pflanzenart der Gattung Baumschlingen (Periploca) aus der Unterfamilie Periplocoideae, die in die Familie der Hundsgiftgewächse gestellt wird. Diese Art ist ein Endemit der Kanaren, der Ilhas Selvagens und der Kapverden.

## Merkmale
Die Glatte Baumschlinge ist ein Strauch mit windenden, braunen Zweigen, der Wuchshöhen bis zu 2 Metern erreicht. Die Laubblätter sind lanzettlich bis verkehrt-eiförmig, laufen zum Ansatz hin in einen kurzen Stiel aus und haben eine lederige Konsistenz. 
Die Blüten sitzen in kleinen rispenähnlichen Blütenständen im oberen Teil des Strauchs in den Blattachseln. Die zwittrigen Blüten haben einen Durchmesser von etwa 1 bis 2 cm. Die Kronblätter sind länglich und am Ende gerundet. Sie besitzen einen gelblichgrünen Rand, innen sind sie braun, z. T. auch mit einigen weißen Flecken. Die Nebenkrone besitzt fünf gebogene Anhängsel. 
Die paarigen, am Grund verwachsenen Balgfrüchte sind bis 15 cm lang und haben einen Durchmesser von 1 cm. Die beiden Früchte sehen wie Hörner aus; daher rührt der spanische Name Cornicabra = Ziegenhorn.
Die Chromosomenzahl beträgt 2n = 22.

## Vorkommen
Die Glatte Baumschlinge kommt auf allen Kanarischen Inseln und auf den Ilhas Selvagens im Sukkulentenbusch der trockeneren Zonen der Inseln vor. Auf den Kapverden besiedelt sie die Inseln Santo Antão, Santa Luzia, São Nicolau, Santiago, Fogo und Brava.

## Systematik
Die Erstbeschreibung durch William Aiton wurde 1789 veröffentlicht.
Die Populationen der Kapverdischen Inseln werden teilweise als eigene Art (Periploca chevalieri Browicz) bzw. Unterart (Periploca laevigata subsp. chevalieri (Browicz) G. Kunkel) abgetrennt, in der Monographie von Venter (1997) wird diese Trennung jedoch verworfen. 